# Флорентина из Картахены
Флорентина из Картахены (исп. Florentina de Cartagena; ум. 612) — святая римско-католической церкви, дева, аббатиса.

## Биография
Флорентина родилась в середине VI века в Картахене (в современной Испании) в семье христиан, вестгота Севериана и жены его Туртуры. Она была сестрой трёх епископов, занимавших кафедры во времена господства вестготов — Леандра, Исидора и Фульгенция. Флорентина была девой, посвятившей себя Богу. Все четверо причислены Церковью к лику святых.
Она была моложе своего брата Леандра, позже ставшего архиепископом Севильи, но старше Исидора, который сменил Леандра на кафедре.
До возведения в епископский сан Леандр был монахом, и именно благодаря его влиянию, Флорентина приняла аскетической образ жизни. Вокруг неё собралась группа девственниц, которые также пожелали оставить мир ради Бога. Вместе они образовали монашескую общину, основав монастырь Санта-Мария-де-Валле близ Эсихи (Астигиса), города, в котором епископом был её брат Фульгенций.
По преданию, Флорентина приняла монашество до 600 года. Её брат Леандр, который умер в 600 или 601 году, написал для сестры Устав для девственниц — «Regula sive Libellus de institutione virginum et de contemptu mundi ad Florentinam sororem». В нём он настоятельно рекомендует монахиням избегать общения с женщинами, живущими в миру, и с мужчинами, особенно молодыми; рекомендует строгое воздержание в еде и питье, дает советы по чтению Священного Писания и молитве, предписывает равно относиться друг ко другу в общине, пребывая в любви и дружбе.
Её младший брат Исидор также посвятил ей своё сочинение «De fide catholica contra Judæos», которое он написал по просьбе сестры.
Флорентина умерла в 612 году.

## Почитание
После смерти она была признана святой и почитается покровительницей епархии Пласенсии. Литургическая память ей отмечается 20 июня; также 14 марта ей отмечается местная память в епархии Пласенсии.
Часть святых мощей Флорентины покоится в соборе в Мурсии. Большая часть её мощей находится в Берсокана, где она почитается вместе с братом, святым Фульгенцием.